# Kirchenregion Kampanien

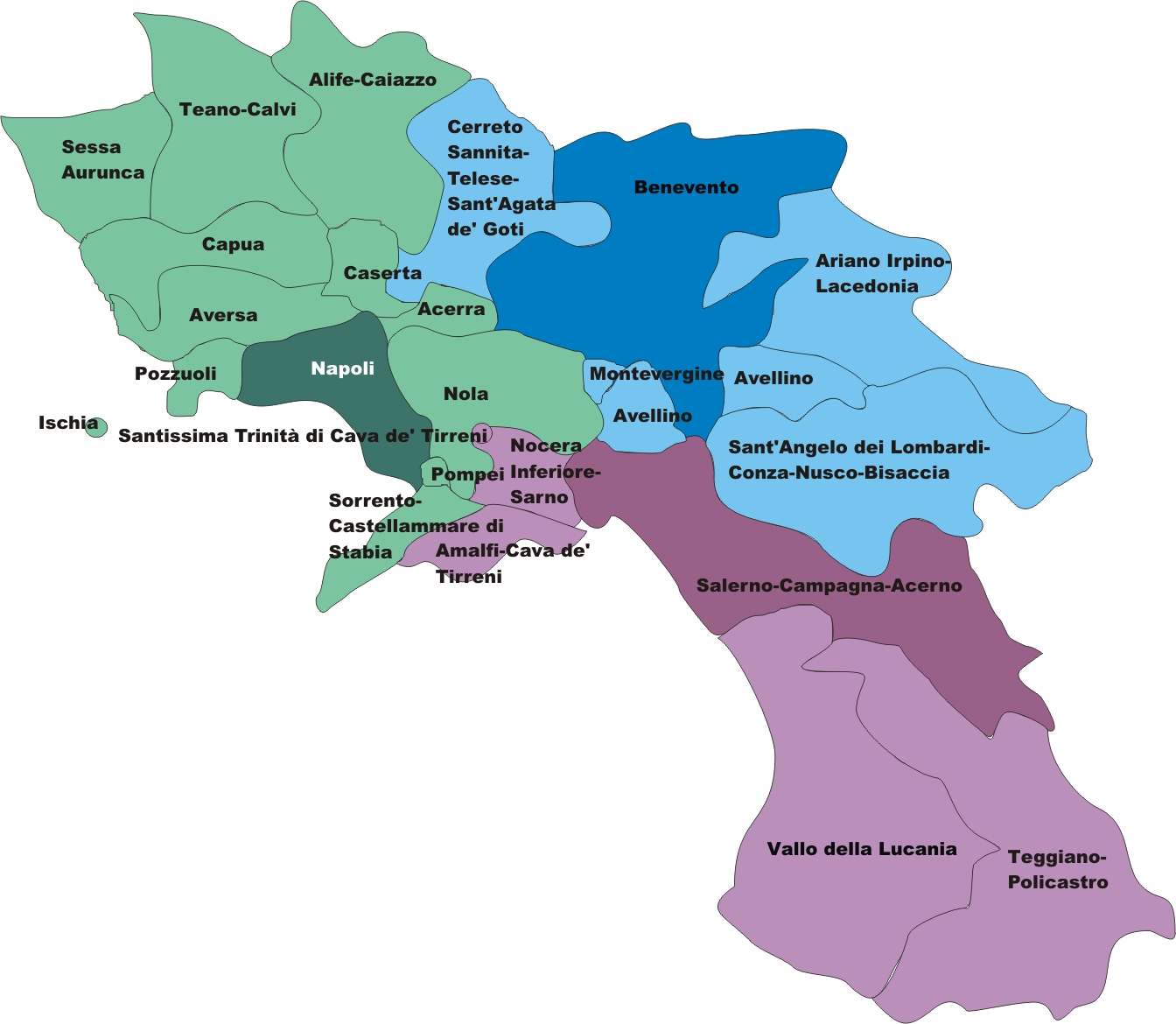
Karte der Kirchenregion

Die Kirchenregion Kampanien (ital. Regione ecclesiastica Campania) ist eine der 16 Kirchenregionen der römisch-katholischen Kirche in Italien. Sie umfasst insgesamt 22 Diözesen, zwei Territorialabteien und eine Territorialprälatur, zugeteilt drei Kirchenprovinzen.
Territorial entspricht die Kirchenregion Kampanien der italienischen Region Kampanien.

## Kirchenprovinz Benevent
- Erzbistum Benevent

1. Bistum Ariano Irpino-Lacedonia
2. Bistum Avellino
3. Bistum Cerreto Sannita-Telese-Sant’Agata de’ Goti
4. Territorialabtei Montevergine
5. Erzbistum Sant’Angelo dei Lombardi-Conza-Nusco-Bisaccia

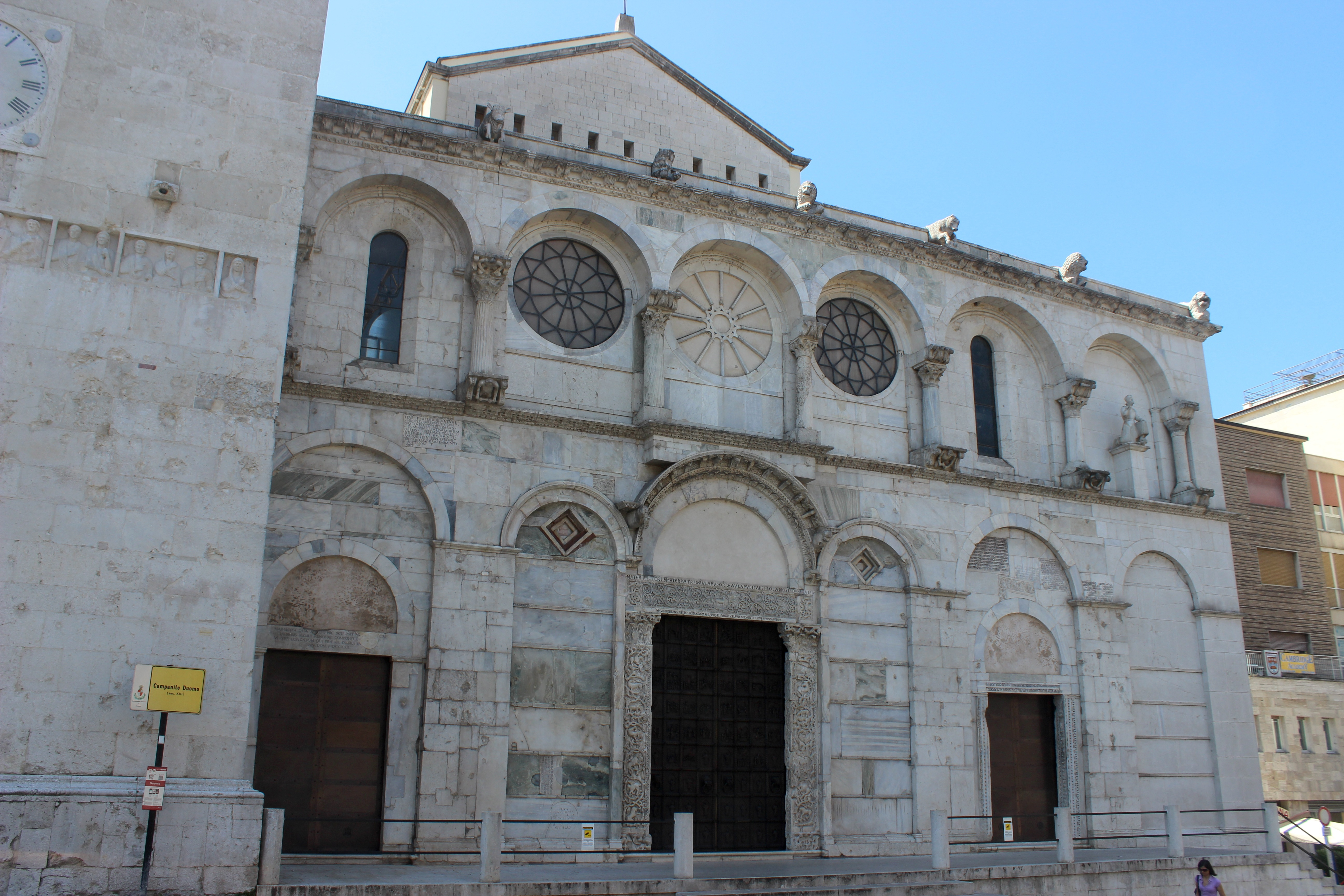
Der Dom in Benevent,
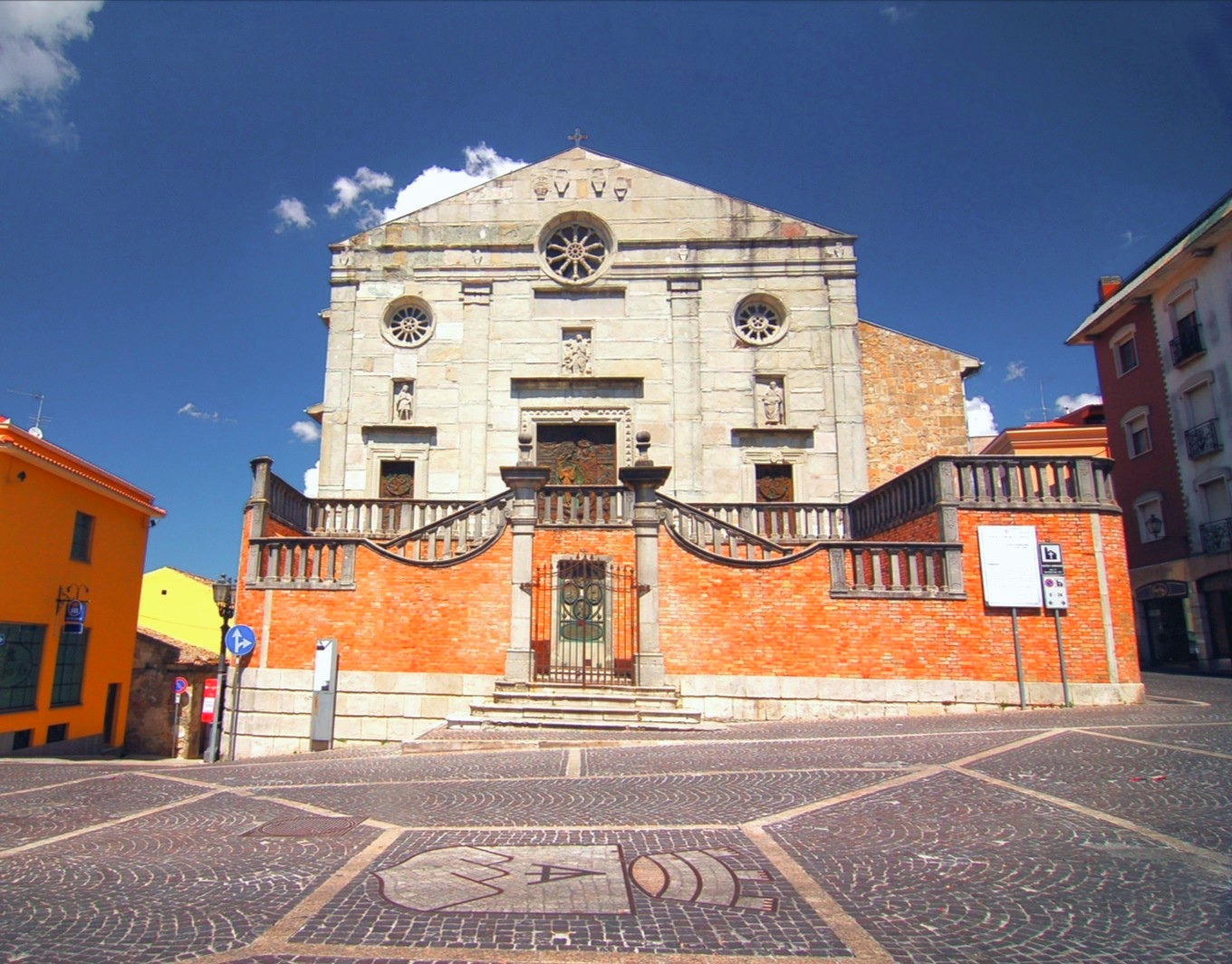
… Ariano Irpino,
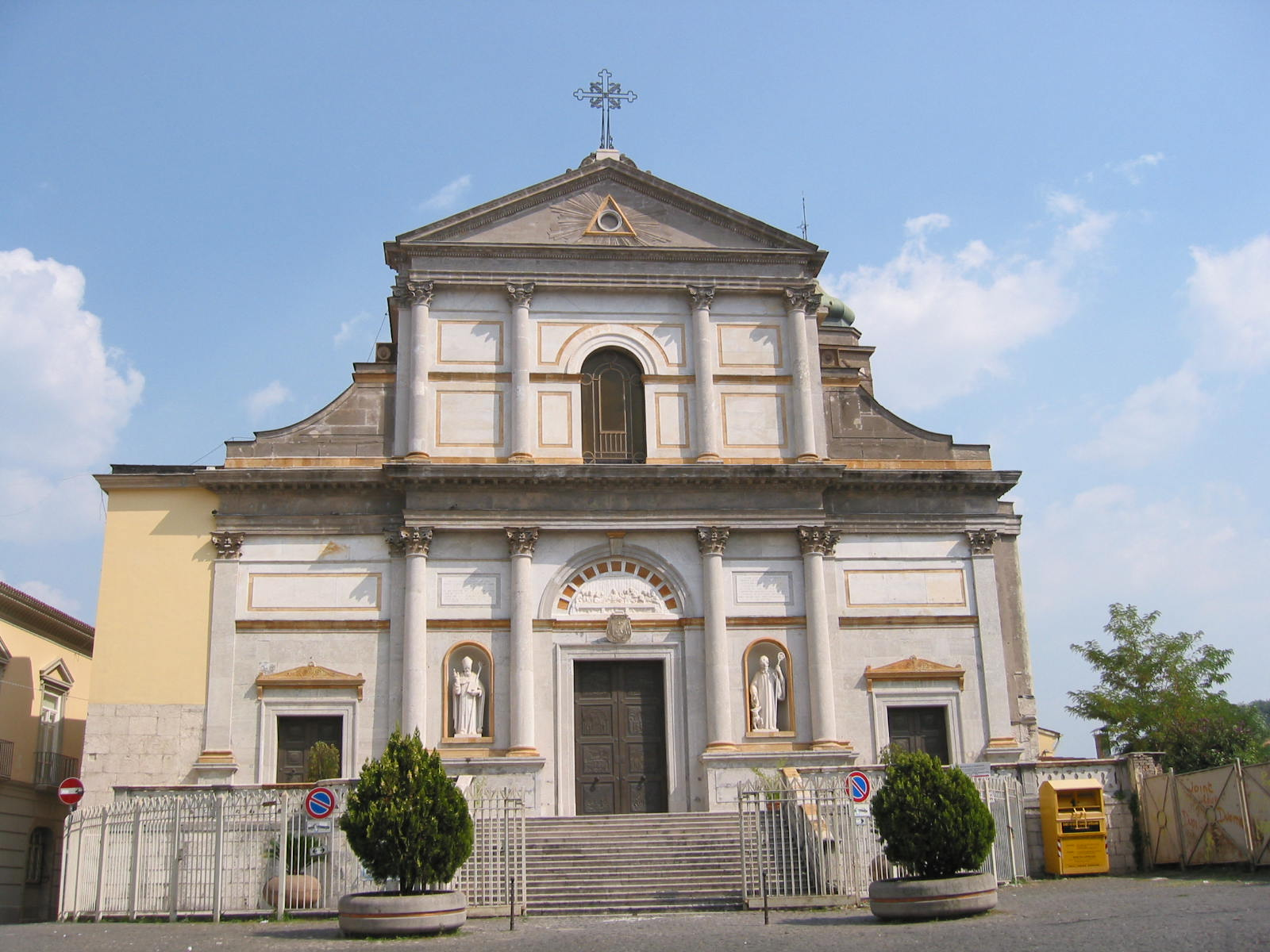
… Avellino,
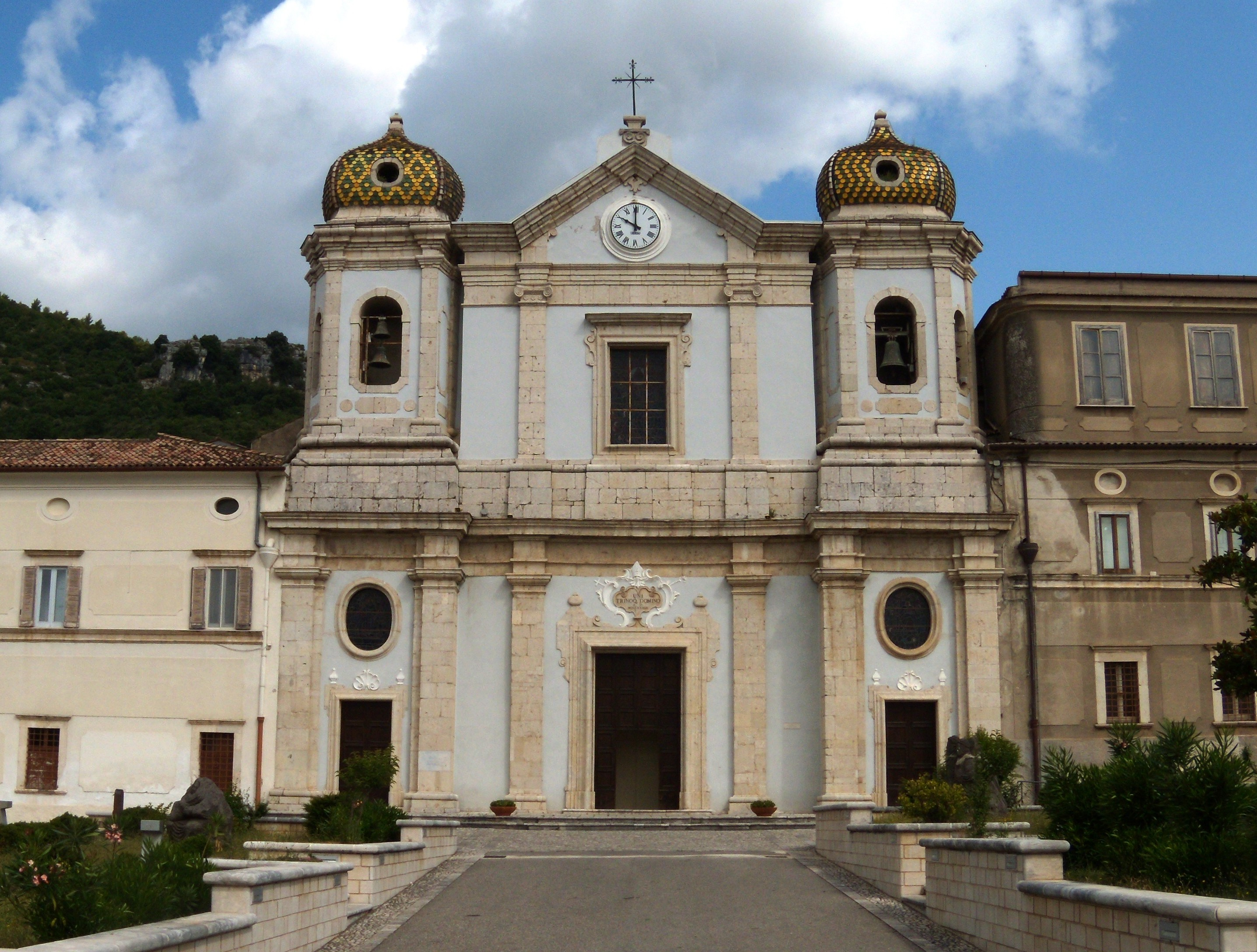
… Cerreto Sannita
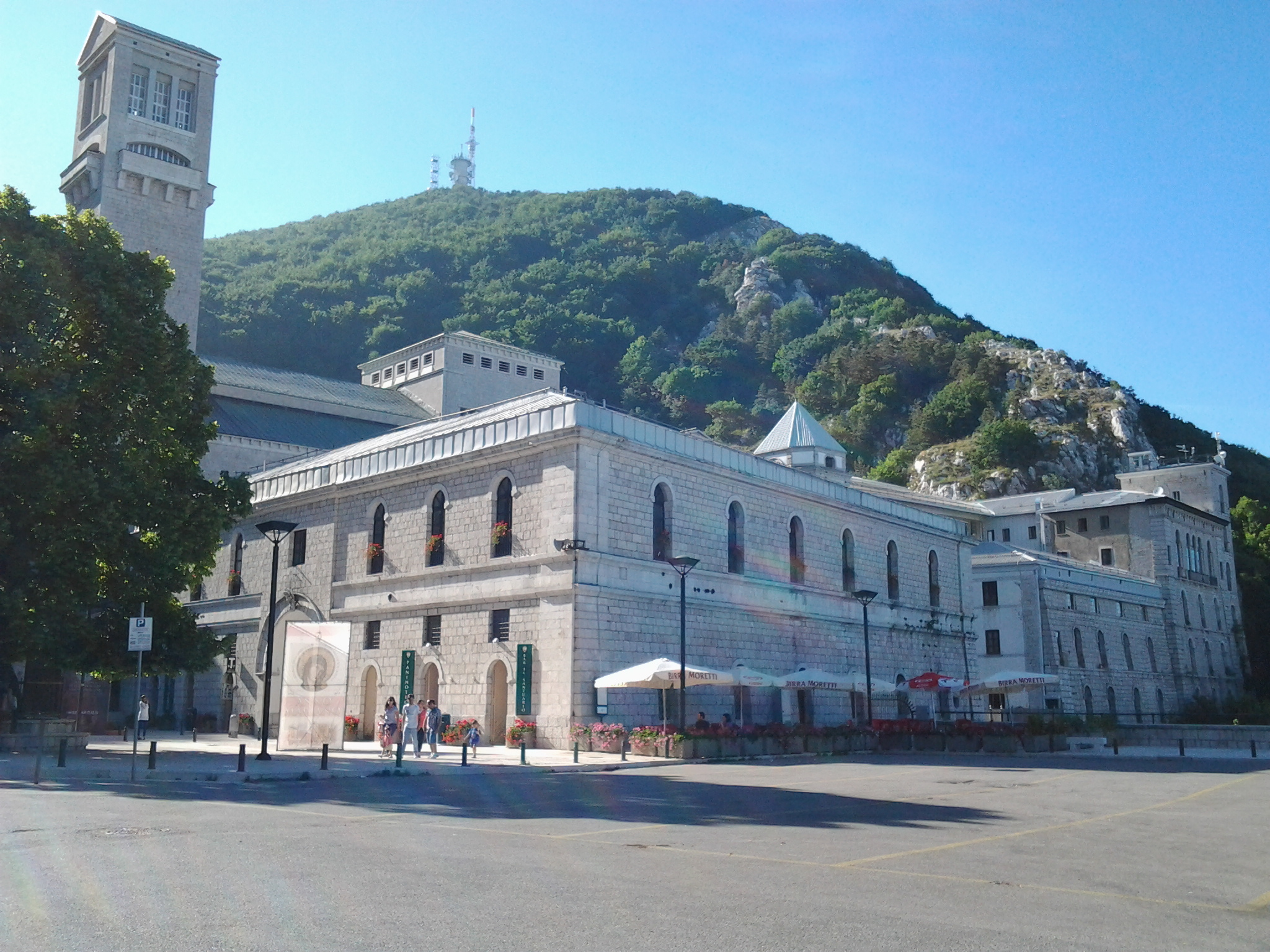
… und Montevergine

## Kirchenprovinz Neapel
- Erzbistum Neapel

1. Bistum Acerra
2. Bistum Alife-Caiazzo
3. Bistum Aversa
4. Erzbistum Capua
5. Bistum Caserta
6. Bistum Ischia
7. Bistum Nola
8. Territorialprälatur Pompei
9. Bistum Pozzuoli
10. Bistum Sessa Aurunca
11. Erzbistum Sorrent-Castellammare di Stabia
12. Bistum Teano-Calvi

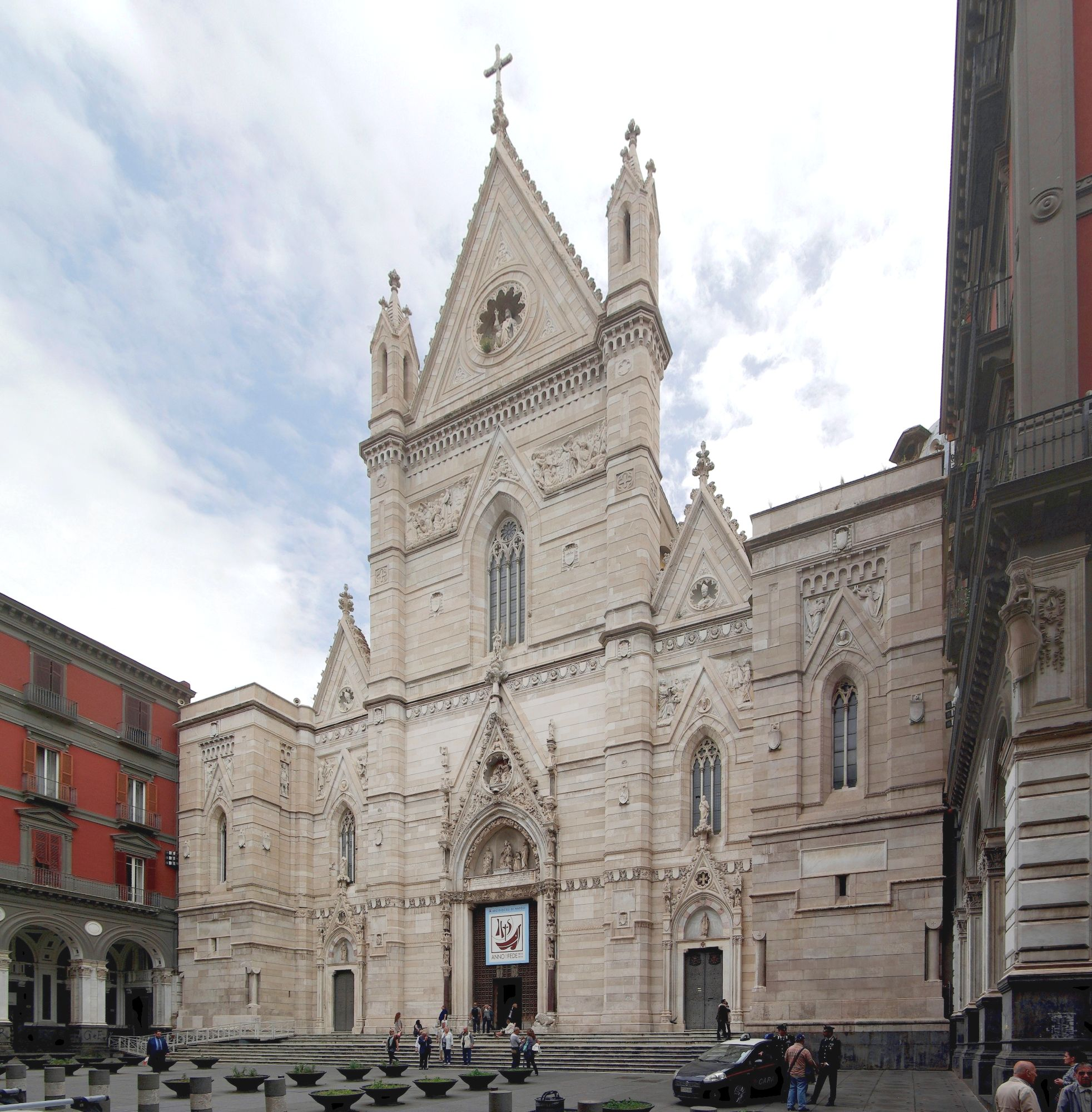
Der Dom in Neapel,
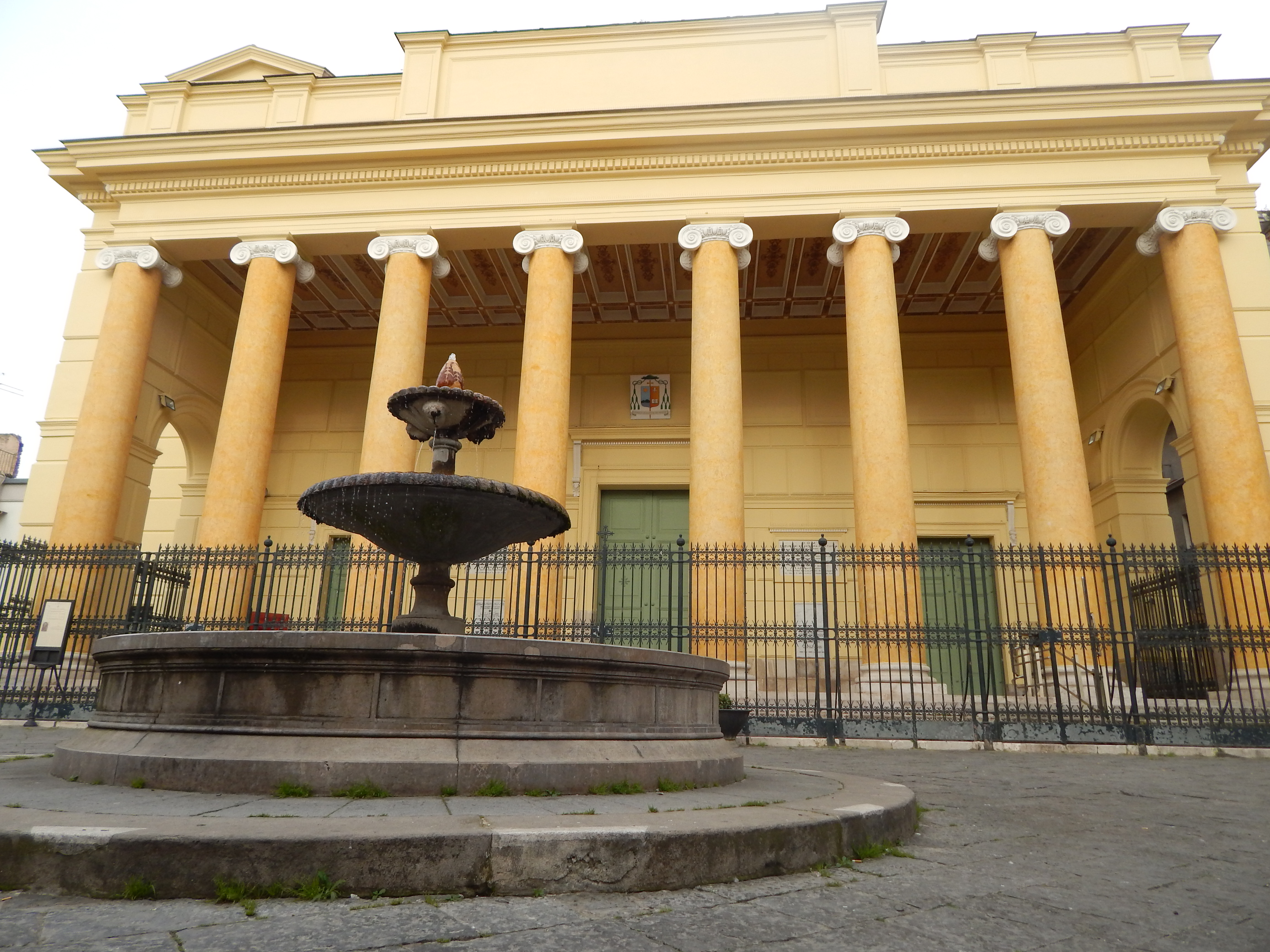
… Acerra,
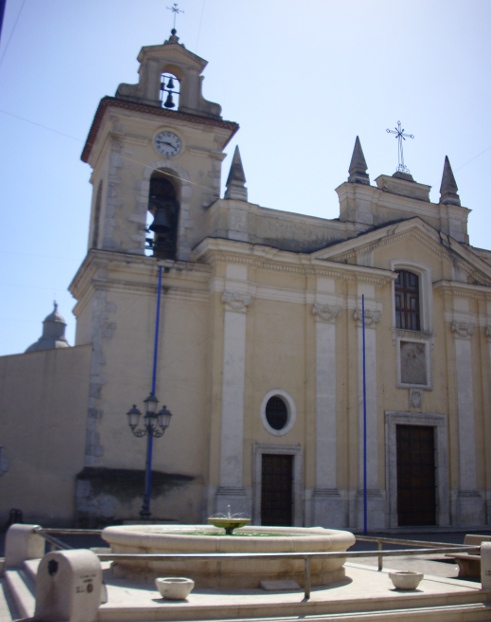
… Alife,
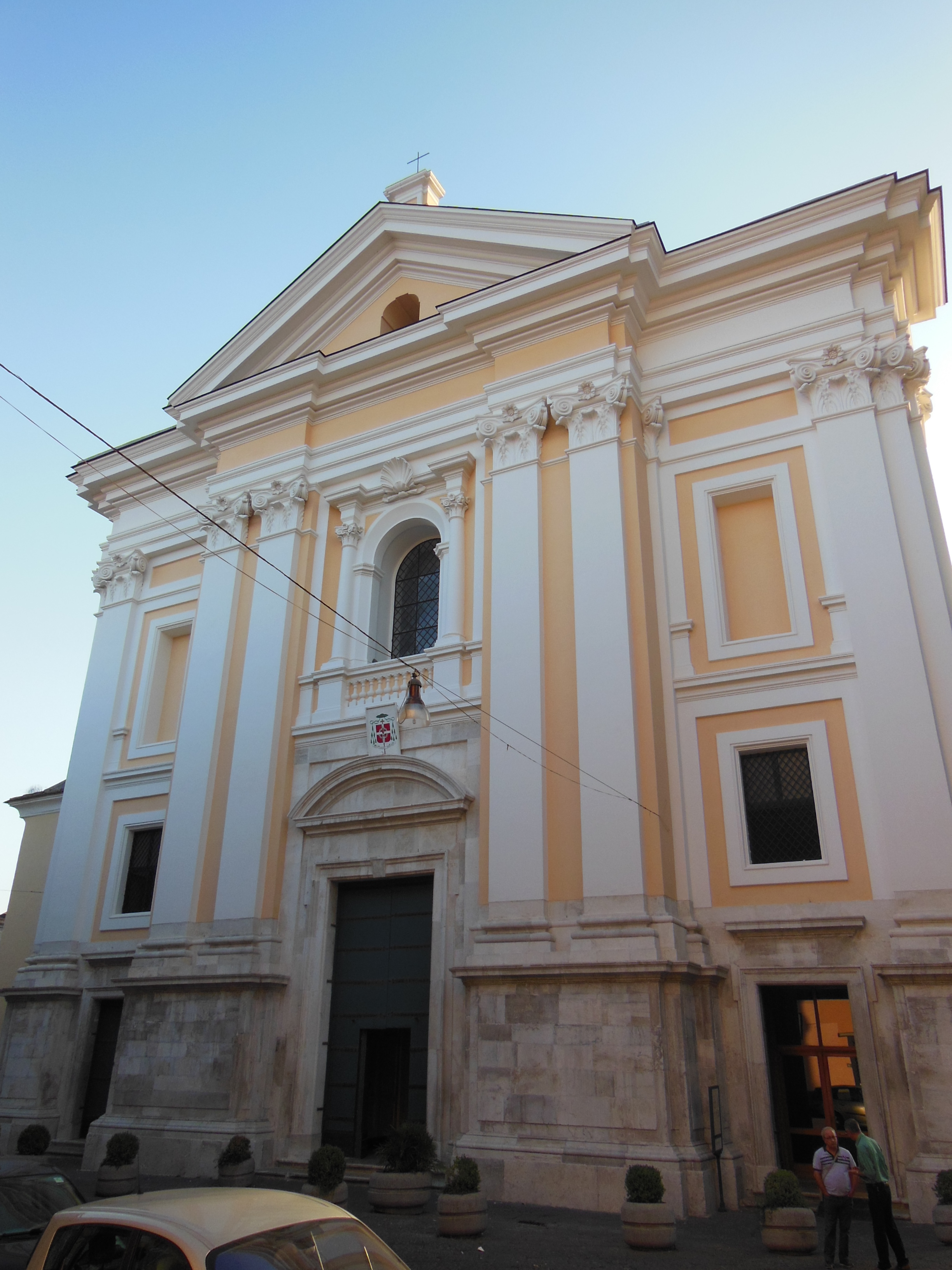
… Aversa,
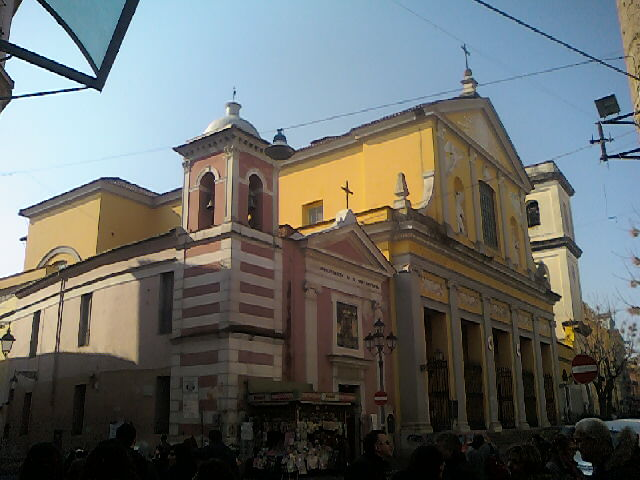
… Caserta,
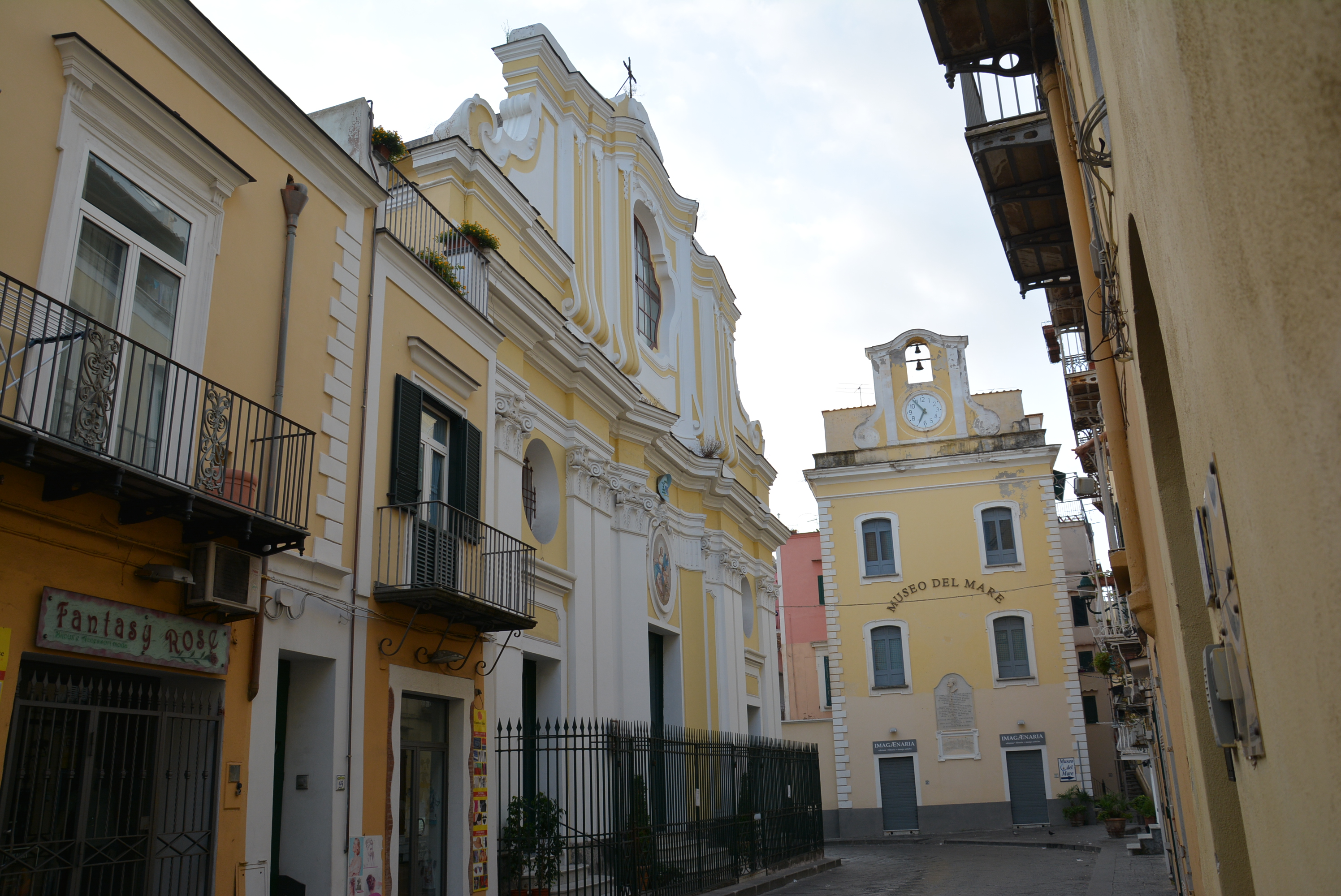
… Ischia,
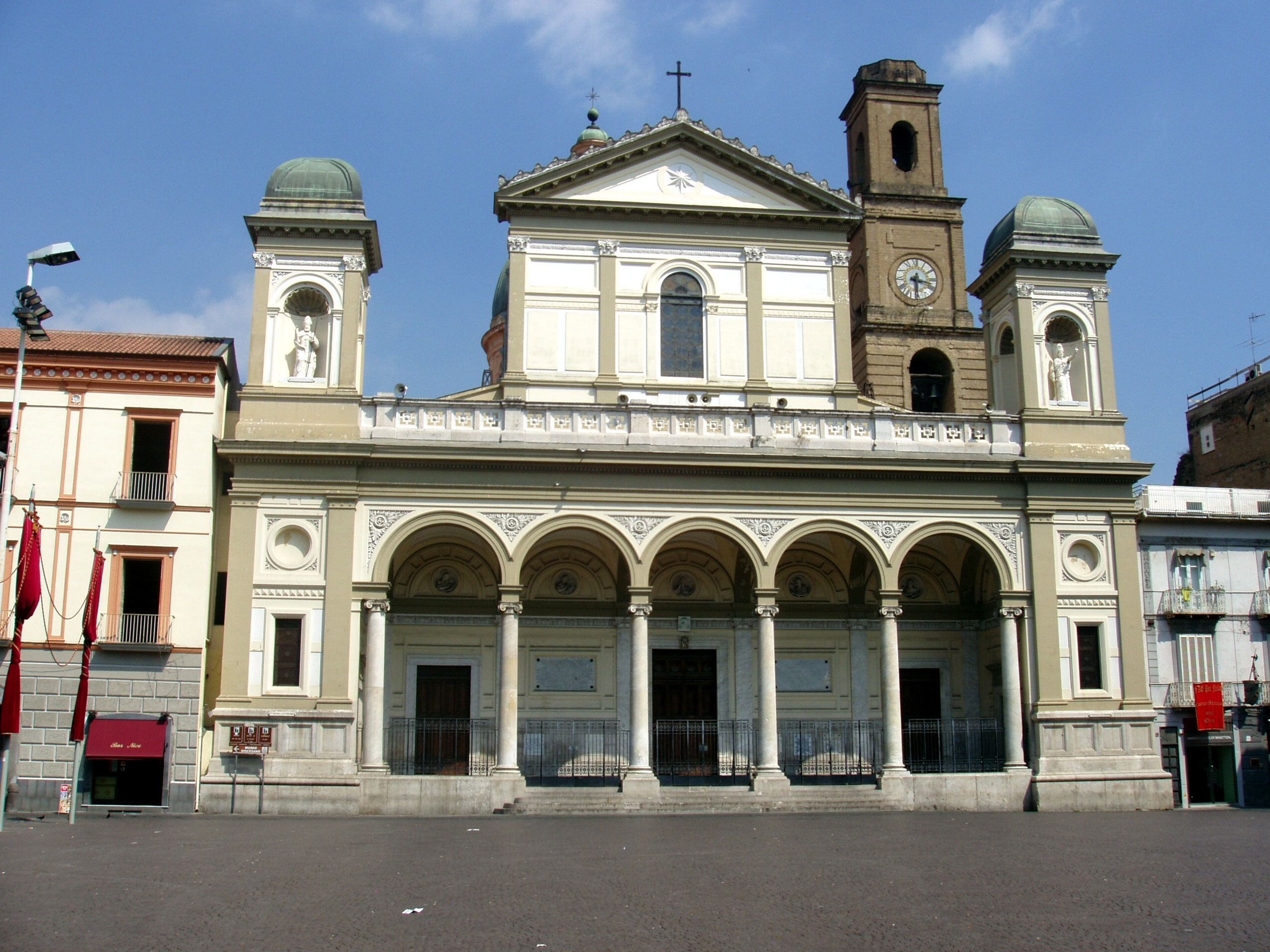
… Nola,
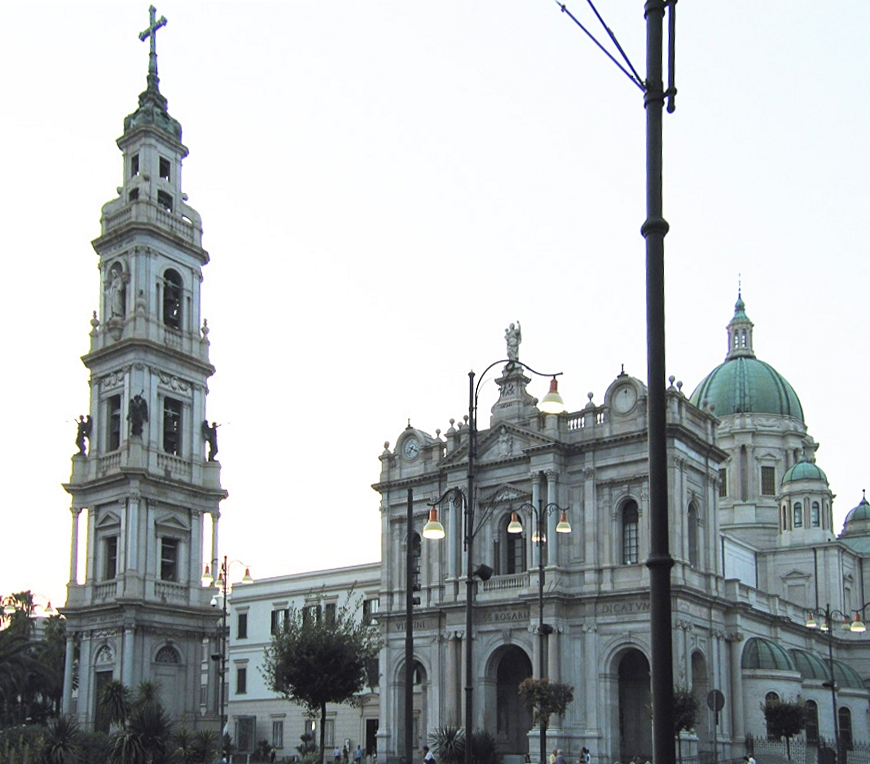
… Pompei,
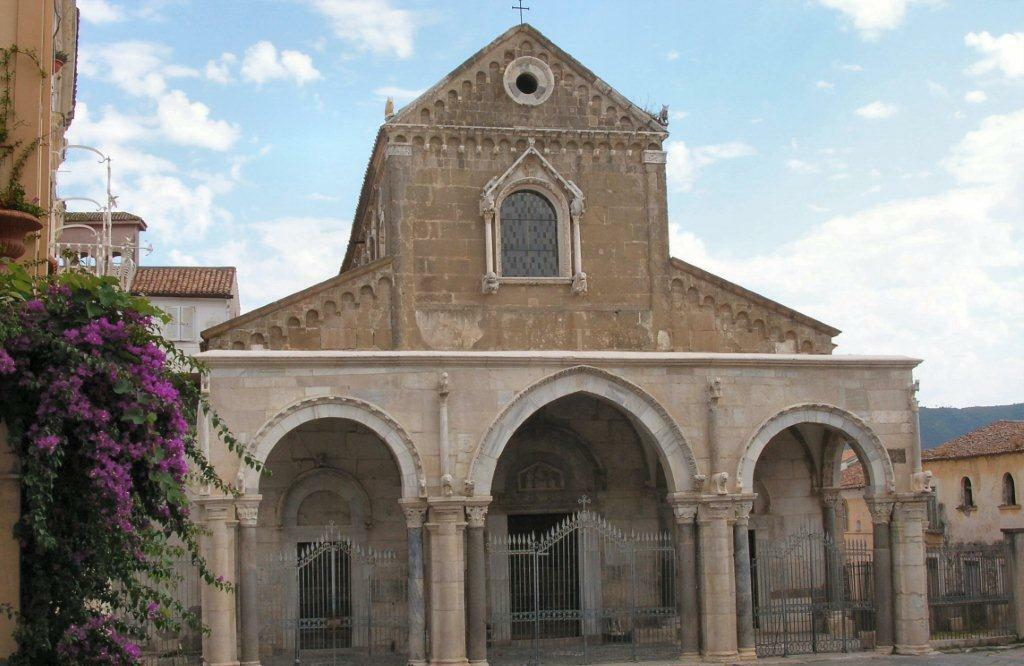
… Sessa Aurunca
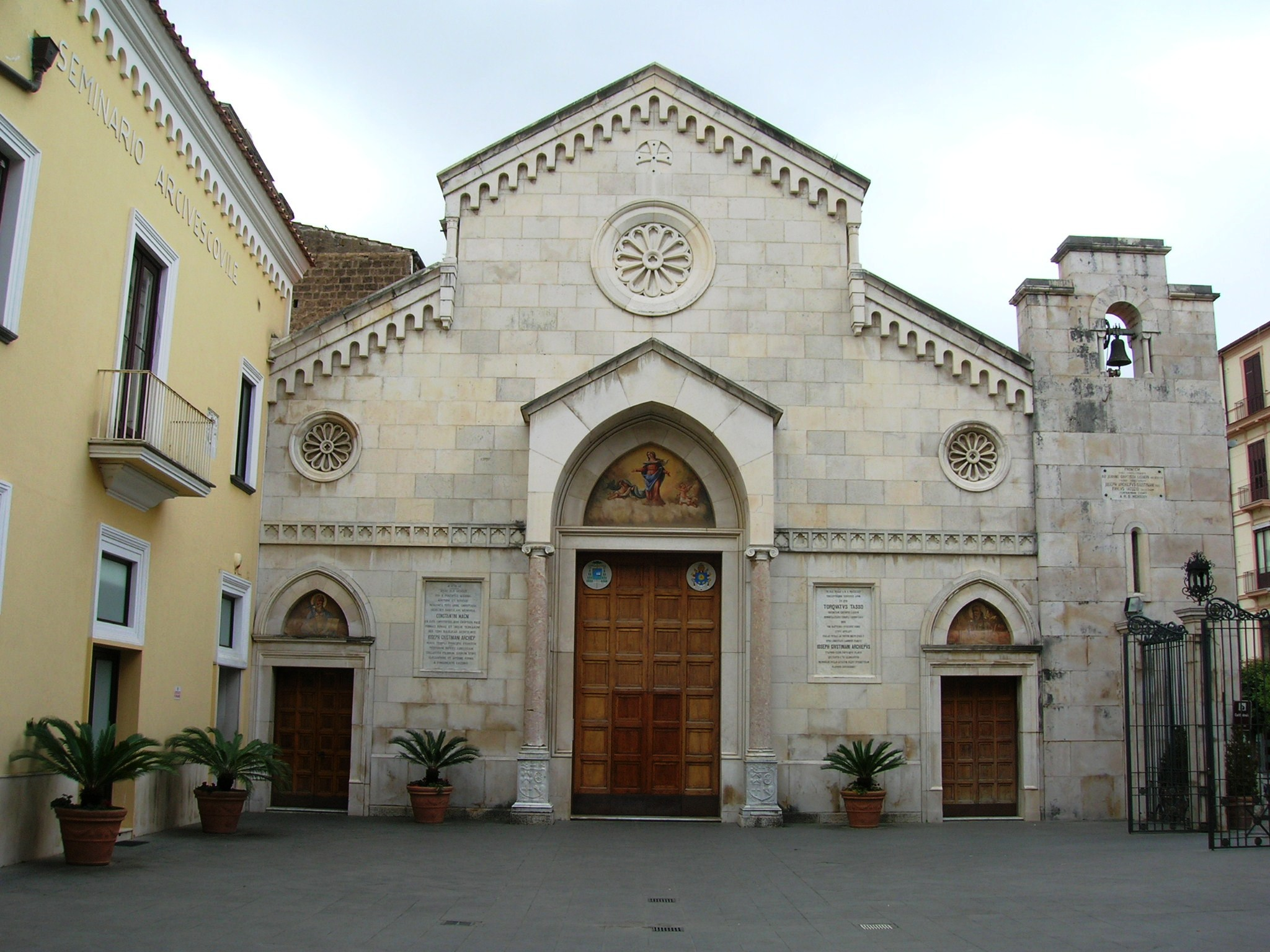
… und Sorrent.

## Kirchenprovinz Salerno-Campagna-Acerno
- Erzbistum Salerno-Campagna-Acerno

1. Erzbistum Amalfi-Cava de’ Tirreni
2. Territorialabtei Cava de’ Tirreni
3. Bistum Nocera Inferiore-Sarno
4. Bistum Teggiano-Policastro
5. Bistum Vallo della Lucania

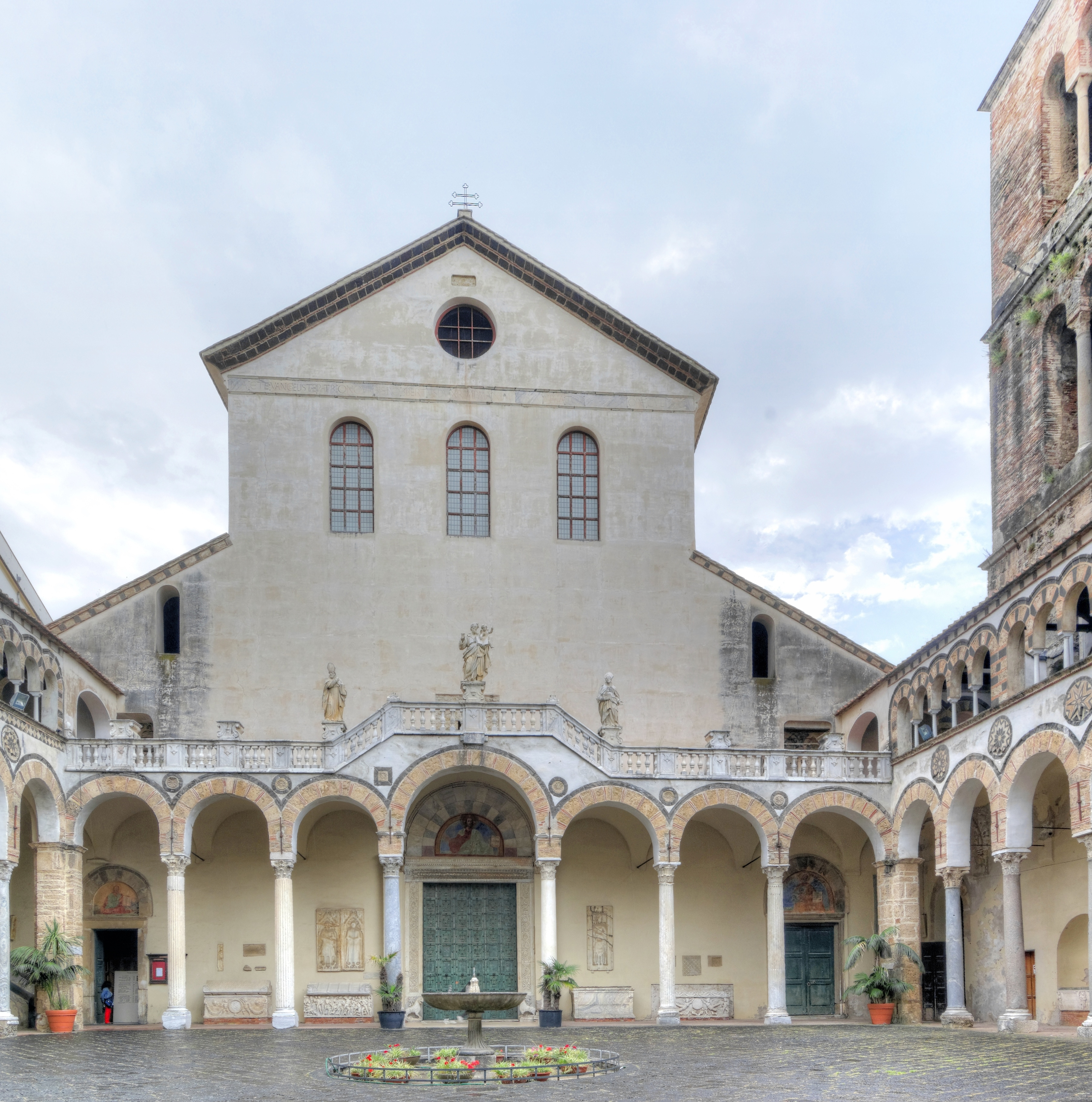
Der Dom in Salerno,
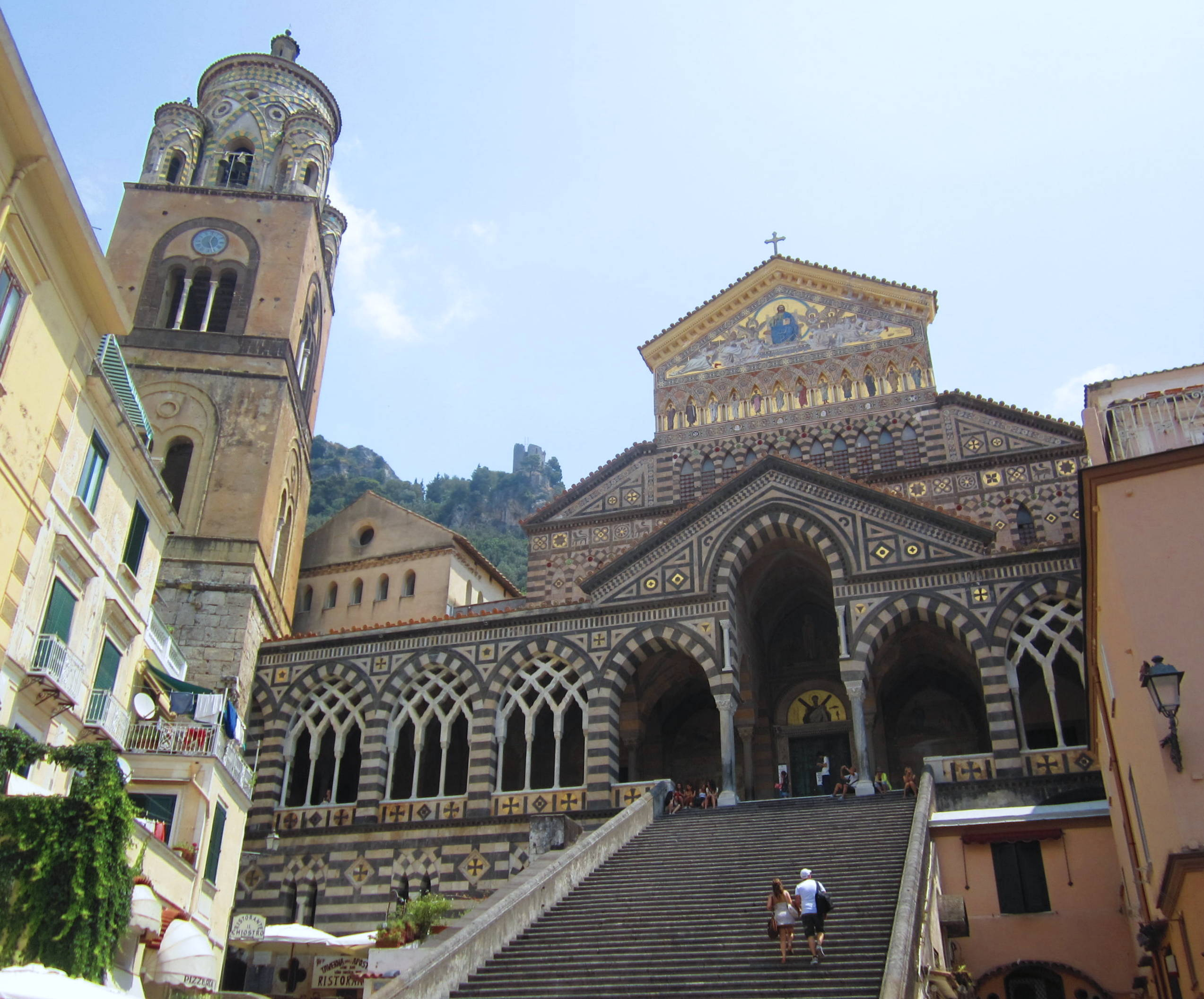
… Amalfi,
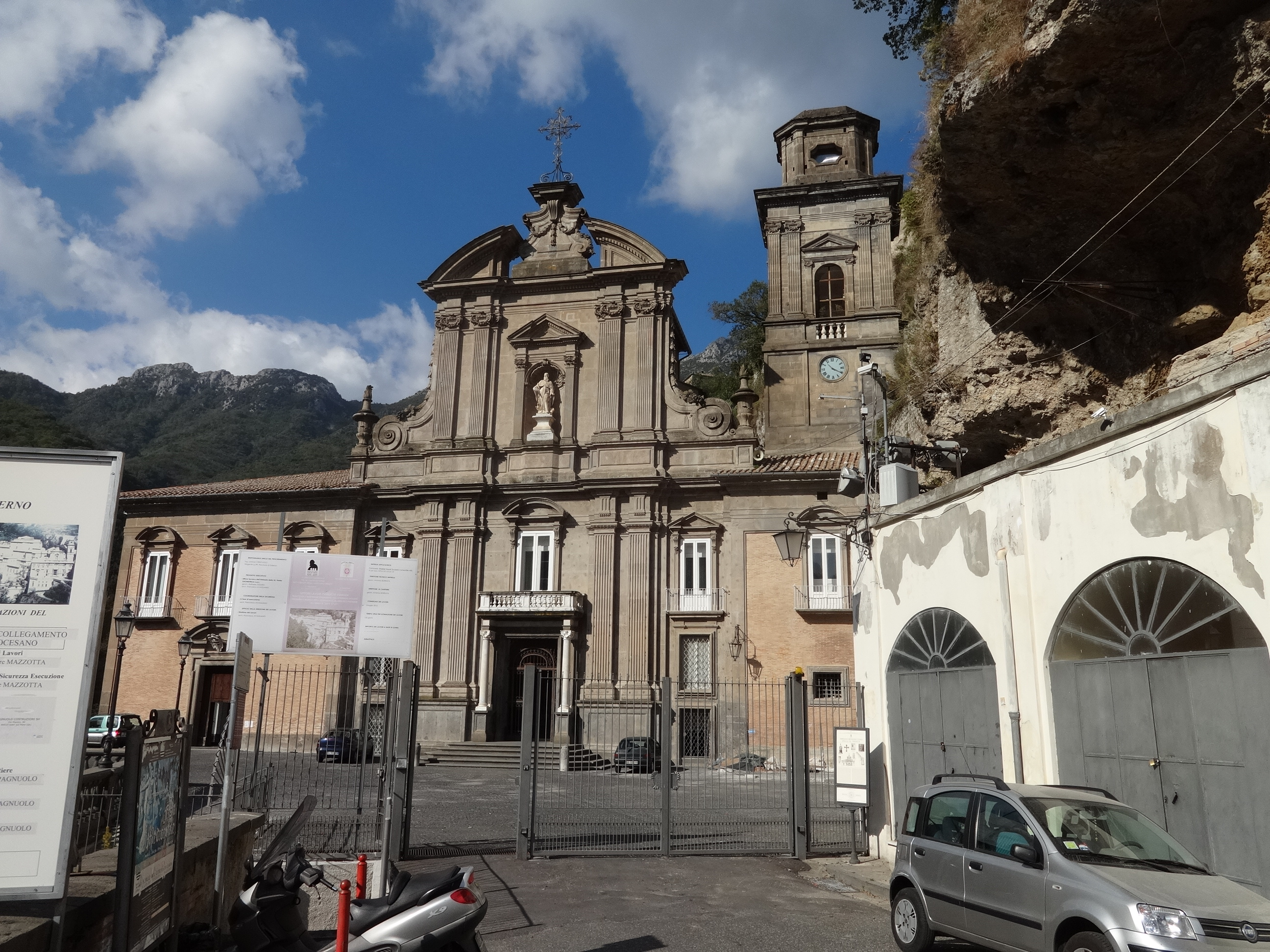
… Cava de’ Tirreni
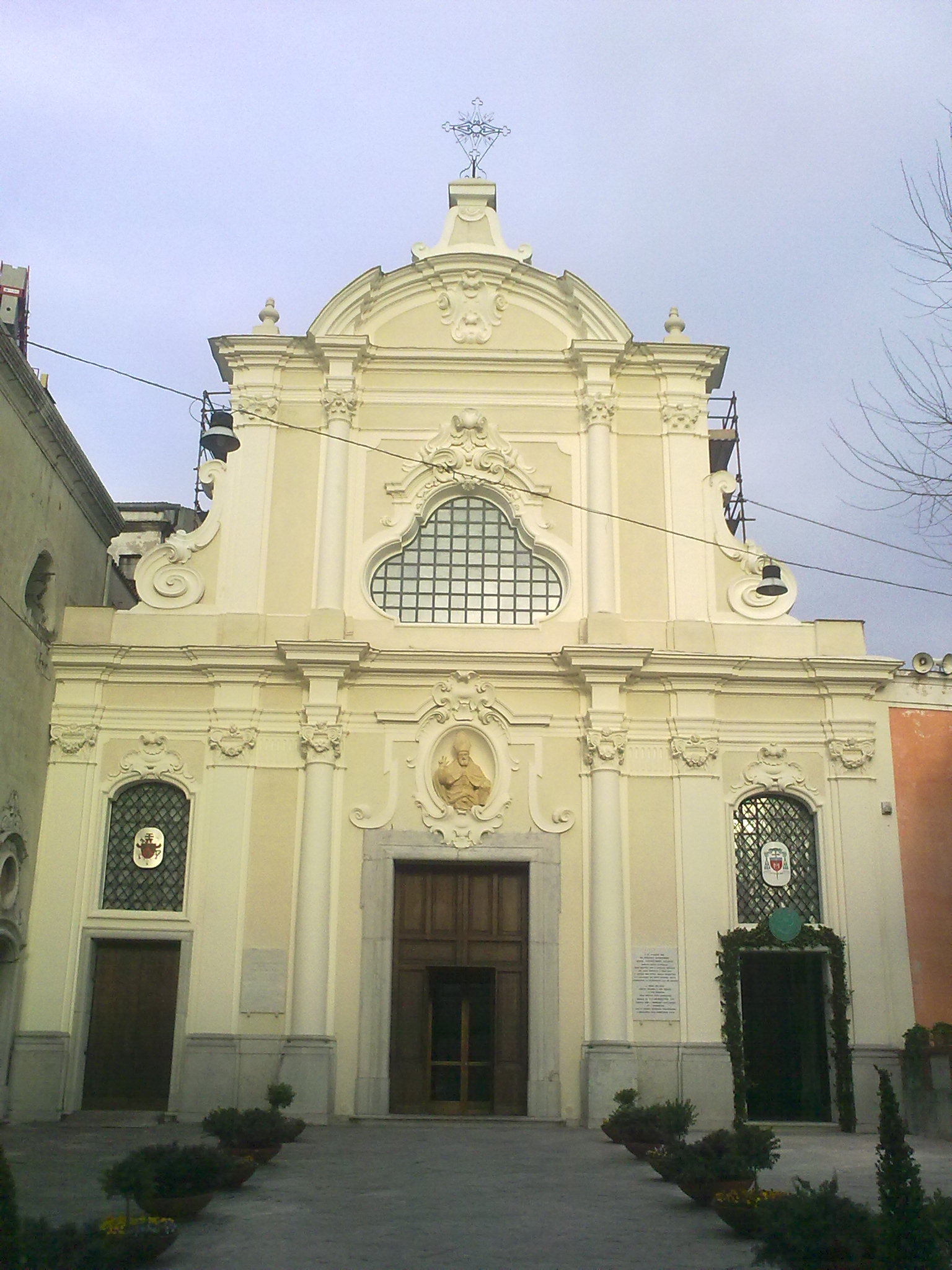
… und Nocera Inferiore